# 15321 Donnadean
15321 Donnadean (1993 PE8) là một tiểu hành tinh vành đai chính được phát hiện ngày 13 tháng 8 năm 1993 bởi C. S. Shoemaker và D. H. Levy ở Đài thiên văn Palomar.